# PSA World Tour 2002/03
Die PSA World Tour 2002/03 umfasst alle Squashturniere der Herren-Saison 2002/03 der PSA World Tour. Sie begann am 1. August 2002 und endete am 31. Juli 2003. Die nach dem Monat sortierte Übersicht zeigt den Ort des Turniers an, dessen Namen, das ausgeschüttete Gesamtpreisgeld, sowie den Sieger des Turniers. In der abschließenden Tabelle werden sämtliche Turniersieger nach der Menge ihrer Titel aufgelistet. Dabei ist es nicht relevant, welche Wertigkeit die vom Spieler gewonnenen Turniere besaßen, auch wenn eine entsprechende Erfassung erfolgt.
In der Saison 2002/03 fanden insgesamt 60 Turniere statt. Das Gesamtpreisgeld betrug 1.364.065 US-Dollar.

## Tourinformationen

### Anzahl nach Turnierserie
| Turnierserie | WM 1 | Super S. 2 | 5 Star | 4 Star | 3 Star | 2 Star | 1 Star | Satellite |
| ------------ | ---- | ---------- | ------ | ------ | ------ | ------ | ------ | --------- |
| Anzahl       | 1    | 5          | 2      | 2      | 2      | 8      | 11     | 29        |
| Gesamt       | 1    | 5          | 25     | 25     | 25     | 25     | 25     | 29        |

## Turnierplan

### August
| Datum         | Ort          | Turnier                            | Preisgeld | Sieger         |
| ------------- | ------------ | ---------------------------------- | --------- | -------------- |
| 08.08.–11.08. | Wellington   | North Island Championship 2002     | $ 3.000   | Cameron Pilley |
| 08.08.–11.08. | Curitiba     | Brazil Open 2002                   | $ 10.500  | Rodney Durbach |
| 13.08.–18.08. | Bogotá       | Colombian Open 2002                | $ 20.000  | Renan Lavigne  |
| 15.08.–18.08. | Nelson       | South Island Championship 2002     | $ 3.000   | Cameron Pilley |
| 22.08.–25.08. | Christchurch | Canterbury Open 2002               | $ 3.000   | Cameron White  |
| 25.08.–01.09. | Hongkong     | Cathay Pacific Hong Kong Open 2002 | $ 120.000 | Peter Nicol    |

### September
| Datum         | Ort        | Turnier                          | Preisgeld | Sieger           |
| ------------- | ---------- | -------------------------------- | --------- | ---------------- |
| 03.09.–08.09. | Barcelona  | Ciutat de Barcelona Open 2002    | $ 6.000   | Borja Golán      |
| 05.09.–08.09. | Narrogin   | Narrogin Open 2002               | $ 3.000   | Mike Corren      |
| 09.09.–14.09. | Antibes    | Internationaux de France 2002    | $ 20.250  | Grégory Gaultier |
| 10.09.–15.09. | Boston     | US Open 2002                     | $ 60.000  | David Palmer     |
| 13.09.–15.09. | Perth      | Smokefree WA Open 2002           | $ 3.000   | Cameron Pilley   |
| 15.09.–16.09. | Chiba      | Japan Open 2002                  | $ 3.000   | Kenneth Low      |
| 17.09.–21.09. | Doha       | Qatar Circuit No5 2002           | $ 5.250   | Andy Whipp       |
| 17.09.–21.09. | Detroit    | Ford Jaguar Motor City Open 2002 | $ 20.000  | Nick Taylor      |
| 18.09.–22.09. | Wangaratta | Victorian Open 2002              | $ 4.000   | Cameron White    |
| 23.09.–28.09. | Karatschi  | CNS International 2002           | $ 25.000  | Karim Darwish    |

### Oktober
| Datum         | Ort                    | Turnier                                     | Preisgeld | Sieger             |
| ------------- | ---------------------- | ------------------------------------------- | --------- | ------------------ |
| 02.10.–06.10. | Santa Cruz de Tenerife | Mitsubishi ASB European Open 2002           | $ 14.000  | Adrian Grant       |
| 03.10.–06.10. | Santa Barbara          | DARE Santa Barbara Open 2002                | $ 12.000  | James Willstrop    |
| 08.10.–13.10. | Mamaroneck             | Betteridge Trophy 2002                      | $ 12.000  | Grégory Gaultier   |
| 09.10.–13.10. | A Coruña               | Santiago Open 2002                          | $ 3.000   | Michael Hopkins    |
| 14.10.–20.10. | Pretoria               | Milo South African Challenge 2002           | $ 40.000  | David Palmer       |
| 15.10.–20.10. | Calgary                | Talisman Energy Calgary Open 2002           | $ 7.500   | Borja Golán        |
| 17.10.–22.10. | Peschawar              | CAS International 2002                      | $ 25.000  | Dan Jenson         |
| 21.10.–24.10. | Rennes                 | Rennes Open 2002                            | $ 7.925   | Laurens Jan Anjema |
| 22.10.–27.10. | Saskatoon              | Financially Plumb Saskatoon Boast Open 2002 | $ 8.000   | Peter Barker       |
| 26.10.–02.11. | Doha                   | Qatar Classic 2002                          | $ 120.000 | Peter Nicol        |

### November
| Datum         | Ort      | Turnier                           | Preisgeld | Sieger          |
| ------------- | -------- | --------------------------------- | --------- | --------------- |
| 08.11.–10.11. | Albany   | Tech Valley Open 2002             | $ 5.175   | Peter Barker    |
| 08.11.–15.11. | Toronto  | YMG Capital Canadian Classic 2002 | $ 50.000  | Jonathon Power  |
| 12.11.–17.11. | Porto    | Porto Cup 2002                    | $ 10.715  | Stephen Meads   |
| 19.11.–24.11. | Montreal | MAA Invitational 2002             | $ 3.500   | Matthew Giuffre |
| 29.11.–01.12. | Renens   | Alcatraz International 2002       | $ 3.000   | Michael Fiteni  |

### Dezember
| Datum         | Ort        | Turnier                       | Preisgeld | Sieger       |
| ------------- | ---------- | ----------------------------- | --------- | ------------ |
| 04.12.–14.12. | Antwerpen  | Squash-Weltmeisterschaft 2002 | $ 155.000 | David Palmer |
| 17.12.–22.12. | Maastricht | Valid Dutch Open 2002         | $ 15.000  | Adrian Grant |

### Januar
| Datum         | Ort       | Turnier                             | Preisgeld | Sieger           |
| ------------- | --------- | ----------------------------------- | --------- | ---------------- |
| 10.01.–13.01. | Rye       | Marsh & McLennan Apawamis Open 2003 | $ 25.000  | Shahier Razik    |
| 11.01.–14.01. | Doha      | Ali Bin Ali Open 2003               | $ 13.250  | Omar Elborolossy |
| 17.01.–19.01. | Barcelona | Esportiu Rocafort Open 2003         | $ 3.000   | Alister Walker   |
| 17.01.–20.01. | Islamabad | COAS International 2003             | $ 25.000  | Karim Darwish    |
| 21.01.–26.01. | Dayton    | EBS Dayton Open 2003                | $ 30.000  | Anthony Ricketts |

### Februar
| Datum         | Ort           | Turnier                                   | Preisgeld | Sieger              |
| ------------- | ------------- | ----------------------------------------- | --------- | ------------------- |
| 02.02.–09.02. | Linköping     | Catella Swedish Open 2003                 | $ 30.000  | Stewart Boswell     |
| 13.02.–16.02. | Kuala Lumpur  | KL Open 2003                              | $ 10.000  | Mohd Azlan Iskandar |
| 18.02.–19.02. | Doha          | Qatar Circuit No1 2003                    | $ 6.000   | Mikkel Korsbjerg    |
| 20.02.–23.02. | Brüssel       | Liberty’s Belgium Open 2003               | $ 6.500   | Bradley Ball        |
| 20.02.–27.02. | New York City | Harrisdirect Tournament of Champions 2003 | $ 72.500  | Peter Nicol         |

### März
| Datum         | Ort     | Turnier                                 | Preisgeld | Sieger         |
| ------------- | ------- | --------------------------------------- | --------- | -------------- |
| 03.03.–08.03. | Chicago | Charter Consulting Windy City Open 2003 | $ 15.000  | Paul Price     |
| 07.03.–09.03. | Genf    | Swiss Open 2003                         | $ 4.000   | Stefan Leifels |
| 21.03.–25.03. | Doha    | Qatar Circuit No2 2003                  | $ 6.000   | Mike Corren    |

### April
| Datum         | Ort    | Turnier                   | Preisgeld | Sieger        |
| ------------- | ------ | ------------------------- | --------- | ------------- |
| 30.04.–03.05. | Lahore | Pakistan Circuit No2 2003 | $ 25.000  | Karim Darwish |

### Mai
| Datum         | Ort      | Turnier                         | Preisgeld | Sieger         |
| ------------- | -------- | ------------------------------- | --------- | -------------- |
| 05.05.–08.05. | Prag     | Hi-Tec & Dunlop Czech Open 2003 | $ 6.000   | Peter Genever  |
| 05.05.–11.05. | Atlanta  | Halco Atlanta Open 2003         | $ 8.000   | Viktor Berg    |
| 12.05.–16.05. | London   | PSA Super Series Finals 2002/03 | $ 65.000  | Jonathon Power |
| 15.05.–18.05. | Brescia  | Mega Italia Open 2003           | $ 10.000  | Borja Golán    |
| 15.05.–18.05. | Perth    | Magic Sports International 2003 | $ 3.500   | Liam Kenny     |
| 19.05.–24.05. | Doha     | PSA Qatar Masters 2003          | $ 120.000 | John White     |
| 22.05.–25.05. | Merredin | Be Active Wheatbelt Open 2003   | $ 3.500   | Liam Kenny     |
| 25.05.–28.05. | Doha     | Qatar Circuit No3 2003          | $ 6.000   | Derek Ryan     |

### Juni
| Datum         | Ort     | Turnier                   | Preisgeld | Sieger      |
| ------------- | ------- | ------------------------- | --------- | ----------- |
| 24.06.–29.06. | Sevilla | Seville Spanish Open 2003 | $ 45.000  | Amr Shabana |

### Juli
| Datum         | Ort            | Turnier                                          | Preisgeld | Sieger             |
| ------------- | -------------- | ------------------------------------------------ | --------- | ------------------ |
| 17.07.–20.07. | Salt Lake City | Squashworks Salt Lake City Open 2003             | $ 10.000  | Shahier Razik      |
| 17.07.–22.07. | Adelaide       | Somerton Open 2003                               | $ 3.000   | Dan Jenson         |
| 23.07.–27.07. | Oklahoma City  | James Baker & Associates Oklahoma City Open 2003 | $ 6.000   | Laurens Jan Anjema |
| 24.07.–27.07. | Campinas       | Companion Challenge Cup 2003                     | $ 6.000   | Rafael Alarçón     |